# Vásárhelyi József (lelkész, 1868–1904)
Vásárhelyi József (Ráckeve, 1868. március 7. – Makád, 1904. május 7.) református lelkész. 

## Életútja
Szülei id. Vásárhelyi József és Újlaky Mária. Tanulmányait szülőhelyén, Ráckevén kezdte, majd a gimnáziumot Gyönkön, Jászberényben és Nagykőrösön végezte 1889-ben, a teológiát pedig Budapesten hallgatta, ahol 1893-ban diplomázott. Előbb Budapesten volt hitoktató egy évig az egyetem bölcsészeti karán, ezután fél évig a műegyetem hallgatója volt, majd 1896 júniusában pedig bölcsészetdoktori oklevelet szerzett. Ezután külföldre utazott és egy évig az edinburghi református teológiai fakultáson tanult. Mindenütt nagy ambícióval képezte magát, különös szenvedélyt táplált a természettudományok és matematika, valamint a filozófia és pedagógia irányába. Már mint gyermek gépeket konstruált, mint VI. osztályos diák egy repülőgépnek teljes tervét küldte fel Nagykőrösről Szily Kálmánnak rajzban és írásban és a tudós professzor nem találta megmosolyogni valónak, csak nem sikerültnek. Később a műegyetemen, melyről a nyomor hajtotta el, majd a tudományegyetem laboratóriumaiban a természettudományok több ágában buzgón képezte magát, mikroszkopizált, boncolt, kísérletezett. Ezen ismeretei révén bízták rá a budapesti református főgimnáziumban egy hirtelen haláleset után ideiglenesen a természettan és számtan tanítását. Jó kiegészítő és előtanulmány volt ez a teológiához és filozófiához, melyben különösen a lélektan és morál viszonya és problémái foglalkoztatták. 
1897-től káplán, 1898-tól gimnáziumi segédtanár volt Budapesten, végül 1899-ben Makádra került lelkésznek. Utolsó éveiben tüdővész támadta meg, melyet csak későn ismertek fel, mikor már gyógyíthatatlannak bizonyult. Irodalmi terveit már nem valósíthatta meg. Nőtlen maradt, özvegy édesanyja gondozta és ápolta. 1904. május 7-én hunyt el, 36 éves volt és 5 esztendeig makádi lelkész. Temetése 1904. május 10-én ment végbe, gyülekezetének, lelkésztársainak és barátainak mély részvétele mellett.

## Nagyobb dolgozatai
- A halhatatlanság hite a mai kor tudományosságának ítélőszéke előtt (P. E. I. L., 1892)
- Hitébresztés vallástanítás útján (Uo. 1894)
- A determinismus és megjavulás (Budapest, 1896)
- A lelkiismeret problémája (Athenaeum, 1904)